# احساسات متحد
احساسات متحد (به انگلیسی: United Passions) یا شور جهانی فیلمی محصول سال ۲۰۱۴ و به کارگردانی فدریک آبوتین است. در این فیلم بازیگرانی همچون ژرار دوپاردیو، سم نیل، تیم راث، فیشر استیونس، جمایما وست، توماس کرچمان، جیسون باری، مارتین جرویس، آنتونی هیگینز، نیکلاس گلیوز، ریچارد دیلن، آنتونیو د لا توره و سرژ آزاناویسیوس ایفای نقش کرده‌اند.